# Кутуково (Владимирская область)
Кутуково — село в Суздальском районе Владимирской области России, входит в состав Новоалександровского сельского поселения.

## География
Село расположено на автодороге 17А-1 Владимир — Юрьев-Польский — Переславль-Залесский в 5 км на север от центра поселения села Новоалександрово и в 17 км на северо-запад от Владимира.

## История

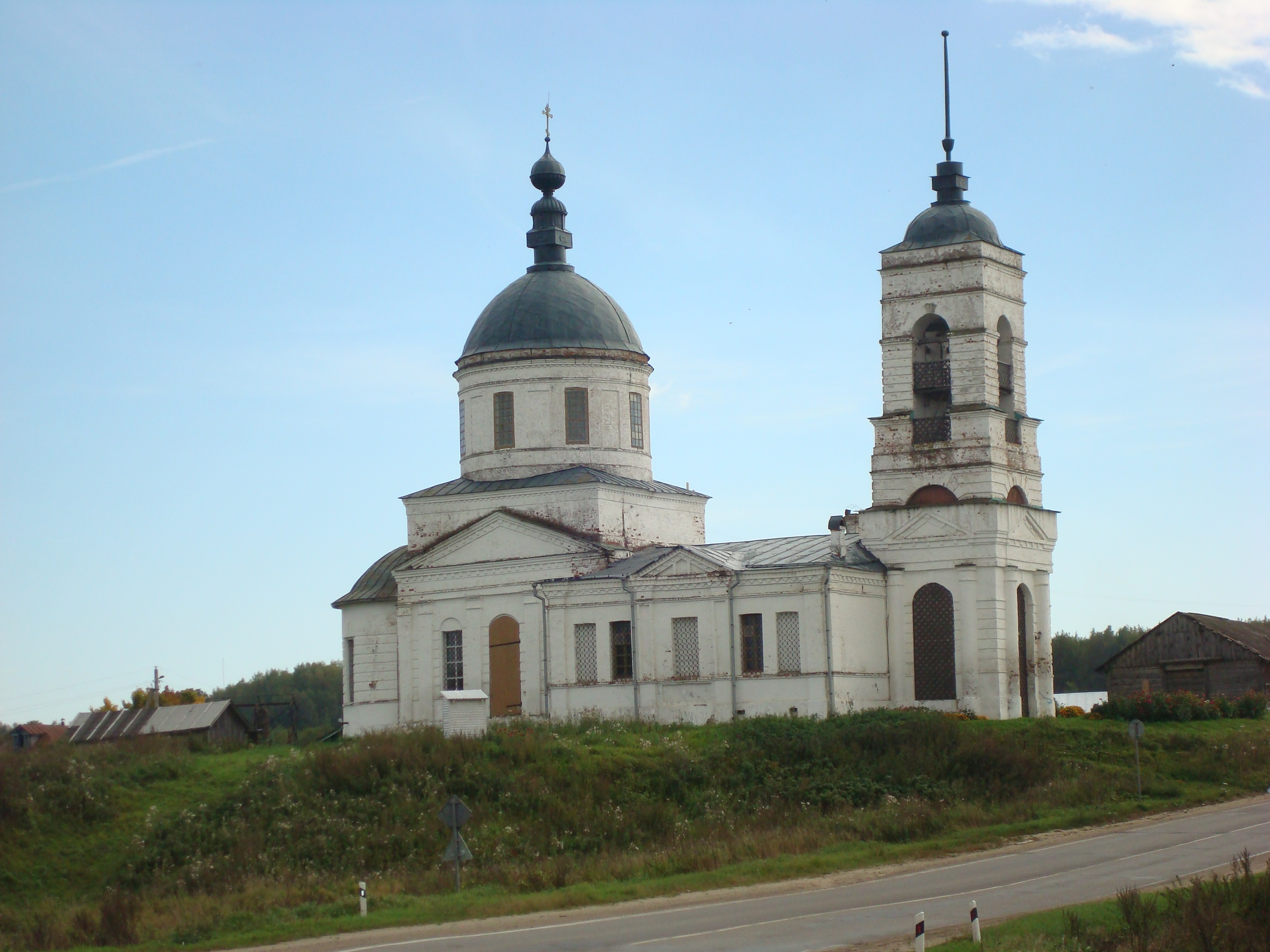
Церковь

В половине XVII столетия село Кутуково состояло в вотчине Горицкого монастыря, что в Переславле Залесском, а по упразднении монастырских вотчин перешло в казенное ведомство. В патриарших окладных книгах 1656 года отмечена в этом селе церковь Николая Чудотворца; дальнейшая судьба этой церкви неизвестна. Существующая в селе Кутукове каменная церковь построена на средства прихожан в 1833 году, в 1888 году в трапезе устроен теплый придел. Престолов в церкви два: в холодной – во имя святого Николая чудотворца, а в теплой – в честь Покрова Божией Матери. В 1893 году приход состоял из села Кутукова и деревни Завал, в приходе 262 души мужского пола и 266 женского. 
Никольская церковь была закрыта в конце 1930-х годов. Длительное время ее здание использовалось как зерносклад и гараж. В 1968 году храм получил статус памятника архитектуры. После реставрации, проведенной в 1980-е годы, в бывшей церкви разместилось хранилище Центрального государственного архива кинофотофондодокументов РСФСР. После 1992 года архив был выведен, а церковное здание возвращено верующим.
В конце XIX — начале XX века село входило в состав Оликовской волости Владимирского уезда.
С 1929 года село являлось центром Кутуковского сельсовета Владимирского района, с 1945 года — в составе Ставровского района, с 1954 года — в составе Новоалександровского сельсовета , с 1960 года — в составе Сновицкого сельсовета Владимирского района, с 1965 года — в составе Суздальского района, с 1971 года — в составе Новоалександровского сельсовета, с 2005 года — в составе Новоалександровского сельского поселения. 
До 2009 года в селе действовала Кутуковская начальная общеобразовательная школа.

## Население
| 1859 | 1905 | 1926 | 2002 | 2010 | 2021 |
| ---- | ---- | ---- | ---- | ---- | ---- |
| 391  | ↗490 | ↗588 | ↗591 | ↗607 | ↘532 |

## Инфраструктура
В селе расположены МБДОУ «Детский сад № 13 с. Кутуково», отделение почтовой связи 601255, сельхозпредприятие СПК «Кутуково». 

## Достопримечательности
В селе находится действующая Церковь Николая Чудотворца (1833).